# Tukulti-Ninurta II
Tukulti-Ninurta II (akad. Tukultī-Ninurta, tłum. „W bogu Ninurcie jest moja ufność”) – król Asyrii, syn i następca Adad-nirari II; według Asyryjskiej listy królów panować miał przez 7 lat. Jego rządy datowane są na lata 890-884 p.n.e.

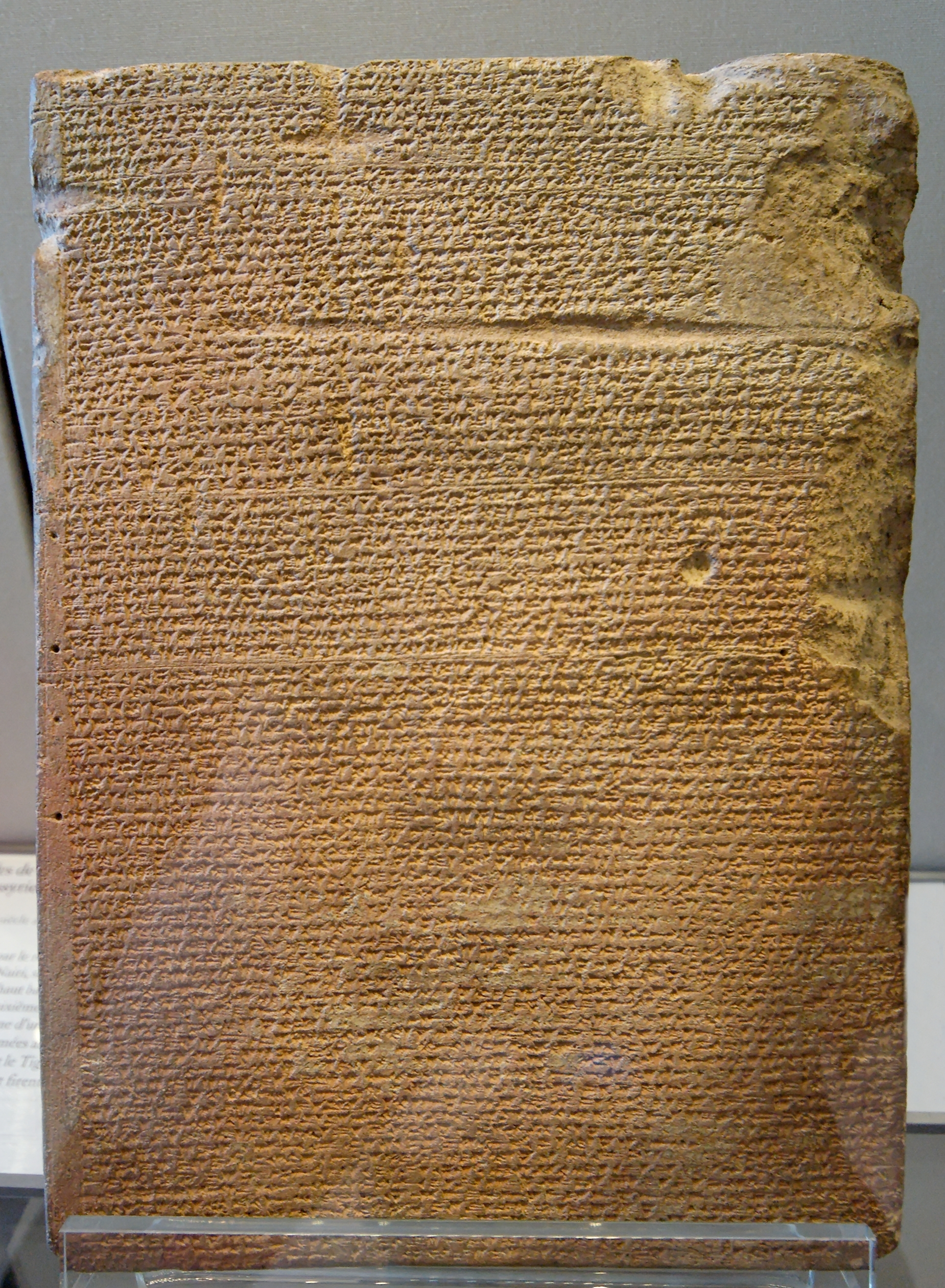
roczniki Tukulti-Ninurty II opisujące jego wyprawę przeciw Urartu; zbiory Luwru (AO 4655).

Walczył z plemionami Nairi nad jeziorem Wan. Przeprowadził kilka wypraw przeciwko Babilonii docierając do Dur-Kurigalzu i Sippar. Jego ostatnia wyprawa wojenna skierowana była przeciwko plemionom Muszku (Frygom) w Azji Mniejszej. Odbudował umocnienia obronne miasta Aszur.